# Le Mystère de Big Bow
Le Mystère de Big Bow (The Big Bow Mystery) est un roman policier d'Israel Zangwill. Paru initialement en feuilleton dans le magazine London Star en 1891, il est édité l'année suivante en volume aux éditions Henry & Co. Il n'est traduit en français qu'en 1993.

## Résumé
Le socialiste et philanthrope Arthur Constant est retrouvé la gorge tranchée, dans sa chambre du Bow, un quartier de Londres. La chambre était fermée de l'intérieur, sans aucune issue possible. La porte a dû être forcée par un ancien détective, George Grodman sous la demande de la logeuse Mrs Drabdump. L’enquête de police, menée par le détective Edward Wimp, piétine d'abord, puis les soupçons se dirigent vers un autre syndicaliste, Tom Mortlake qui est arrêté. Mais est-ce bien un assassinat ? et si oui, comment aurait-il commis ce meurtre impossible ?

## Particularité du roman
Ce roman est resté célèbre comme le premier basé sur une énigme de chambre close. Il a été écrit cinquante ans après la nouvelle d'Edgar Poe, Double assassinat dans la rue Morgue (qui est d'ailleurs citée dans le roman), et 15 ans avant Le Mystère de la chambre jaune de Gaston Leroux.

## Adaptations cinématographiques
- 1928 : Le Crime de monsieur Benson (The Perfect Crime), film américain réalisé par Bert Glennon (un des premiers films parlants)
- 1934 : The Crime Doctor, film américain réalisé par John S. Robertson
- 1946 : The Verdict, film américain réalisé par Don Siegel, avec Peter Lorre